# Jean-Louis-Laurent Mességué
Jean-Louis-Laurent Mességué, francoski general, * 1880, † 1945.